# Chorinea chorineus
Chorinea chorineus är en fjärilsart som beskrevs av Pieter Cramer 1775. Chorinea chorineus ingår i släktet Chorinea och familjen Riodinidae. Inga underarter finns listade i Catalogue of Life.